# Liutfrido II di Sundgau
Liutfrido II di Sundgau (745 circa – 802) fu un grande signore franco della dinastia degli Eticonidi, conte di Sundgau intorno all'anno 788.

## Biografia
Liutfrido II di Sundgau era figlio di Liutfrido I d'Alsazia (700 - 767), duca della contea d'Alsazia, e di Iltrude.
Quando il re Pipino il Breve sconfisse gli Eticonidi, l'Alsazia viene divisa in due contee, Nordgau e Sundgau: Liutfrido deteneva quest'ultima. 

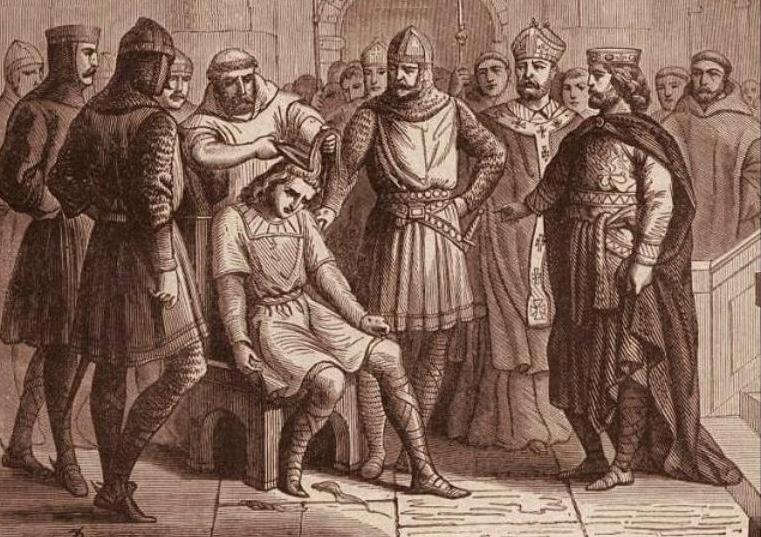
Childerico III deposto da Pipino il Breve; questo fece cadere in disgrazia i membri della dinastia degli Eticonidi.

Liutfrido II di Sundgau sposò Iltrude, la cui identità è oggetto di discussione tra gli storici: per certuni era figlia di Otberto III, ma per un certo numero di storici e genealogisti, è da identificare con Iltrude di Wormsgau, forse figlia del conte Roberto VI e di Chiltrude di Baviera, nipote di Carlo Martello.
Liutfrido II di Sundgau, discendente del duca Eticone/Adalrico d'Alsazia, aveva delle terre sul versante del Piccolo Rombach a Sainte-Croix-aux-Mines, che in seguito viene chiamato Belmont ed Echéry. Liutfrido II è definito, in un diploma di Lotario il Giovane per il convento di Eschery, come padre del conte Leutard e di suo fratello Ugo. Morì intorno all'anno 802.

## Discendenza
Liutfrido II d'Alsazia e Iltrude di Wormsgau ebbero quattro figli:
- Ugo di Tours (765 - 837);
- Liutgarda (776 - 800), quinta e ultima moglie di Carlo Magno;
- Leuthard di Sundgau (782 - 830), conte, marito di Grimilde, dal sangue reale di Borgogna. Non era, come si riteneva, padre di Gerardo di Rossiglione: egli era invece figlio di Leotardo, conte di Fezensac, poi conte di Parigi (816) e membro della dinastia dei Girardidi. Luethard era però il padre di Otbert, vescovo di Strasburgo;
- Basilia (790 - 871), badessa dell'abbazia di Santo Stefano dall'845 all'871. Schöpflin dimostrò che un diploma dell'imperatore Lotario II di Supplimburgo relativo a questa abbazia era stato interpolato. L'imperatore nel documento viene definita come sua parente.

## Ascendenza
|                         |   |                       | Genitori |  |  | Nonni |  |  | Bisnonni |  |  | Trisnonni |  |
|                         |   |                       |          |  |  |       |  |  | Eticone  |  |  | Adalrico  |  |
|                         |   |                       |          |  |  |       |  |  | Eticone  |  |  | Adalrico  |  |
|                         |   | Hultrude di Burgundia |          |  |  |       |  |  | Eticone  |  |  |           |  |
| Adalberto I d'Alsazia   |   |                       |          |  |  |       |  |  | Eticone  |  |  |           |  |
|                         |   | Berswinde             | …        |  |  |       |  |  |          |  |  |           |  |
|                         |   | Berswinde             | …        |  |  |       |  |  |          |  |  |           |  |
|                         |   | Berswinde             | …        |  |  |       |  |  |          |  |  |           |  |
| Liutfrido I d'Alsazia   |   | Berswinde             |          |  |  |       |  |  |          |  |  |           |  |
|                         |   | …                     | …        |  |  |       |  |  |          |  |  |           |  |
|                         |   | …                     | …        |  |  |       |  |  |          |  |  |           |  |
|                         |   | …                     | …        |  |  |       |  |  |          |  |  |           |  |
| Gerlinde di Pfalzel     |   | …                     |          |  |  |       |  |  |          |  |  |           |  |
|                         |   | …                     | …        |  |  |       |  |  |          |  |  |           |  |
|                         |   | …                     | …        |  |  |       |  |  |          |  |  |           |  |
|                         |   | …                     | …        |  |  |       |  |  |          |  |  |           |  |
| Liutfrido II di Sundgau |   | …                     |          |  |  |       |  |  |          |  |  |           |  |
|                         | … | …                     |          |  |  |       |  |  |          |  |  |           |  |
|                         | … | …                     |          |  |  |       |  |  |          |  |  |           |  |
|                         | … | …                     |          |  |  |       |  |  |          |  |  |           |  |
| …                       | … |                       |          |  |  |       |  |  |          |  |  |           |  |
|                         |   | …                     | …        |  |  |       |  |  |          |  |  |           |  |
|                         |   | …                     | …        |  |  |       |  |  |          |  |  |           |  |
|                         |   | …                     | …        |  |  |       |  |  |          |  |  |           |  |
| Iltrude                 |   | …                     |          |  |  |       |  |  |          |  |  |           |  |
|                         |   | …                     | …        |  |  |       |  |  |          |  |  |           |  |
|                         |   | …                     | …        |  |  |       |  |  |          |  |  |           |  |
|                         |   | …                     | …        |  |  |       |  |  |          |  |  |           |  |
| …                       |   | …                     |          |  |  |       |  |  |          |  |  |           |  |
|                         |   | …                     | …        |  |  |       |  |  |          |  |  |           |  |
|                         |   | …                     | …        |  |  |       |  |  |          |  |  |           |  |
|                         |   | …                     | …        |  |  |       |  |  |          |  |  |           |  |
|                         |   | …                     |          |  |  |       |  |  |          |  |  |           |  |